# Kernkastenhobel

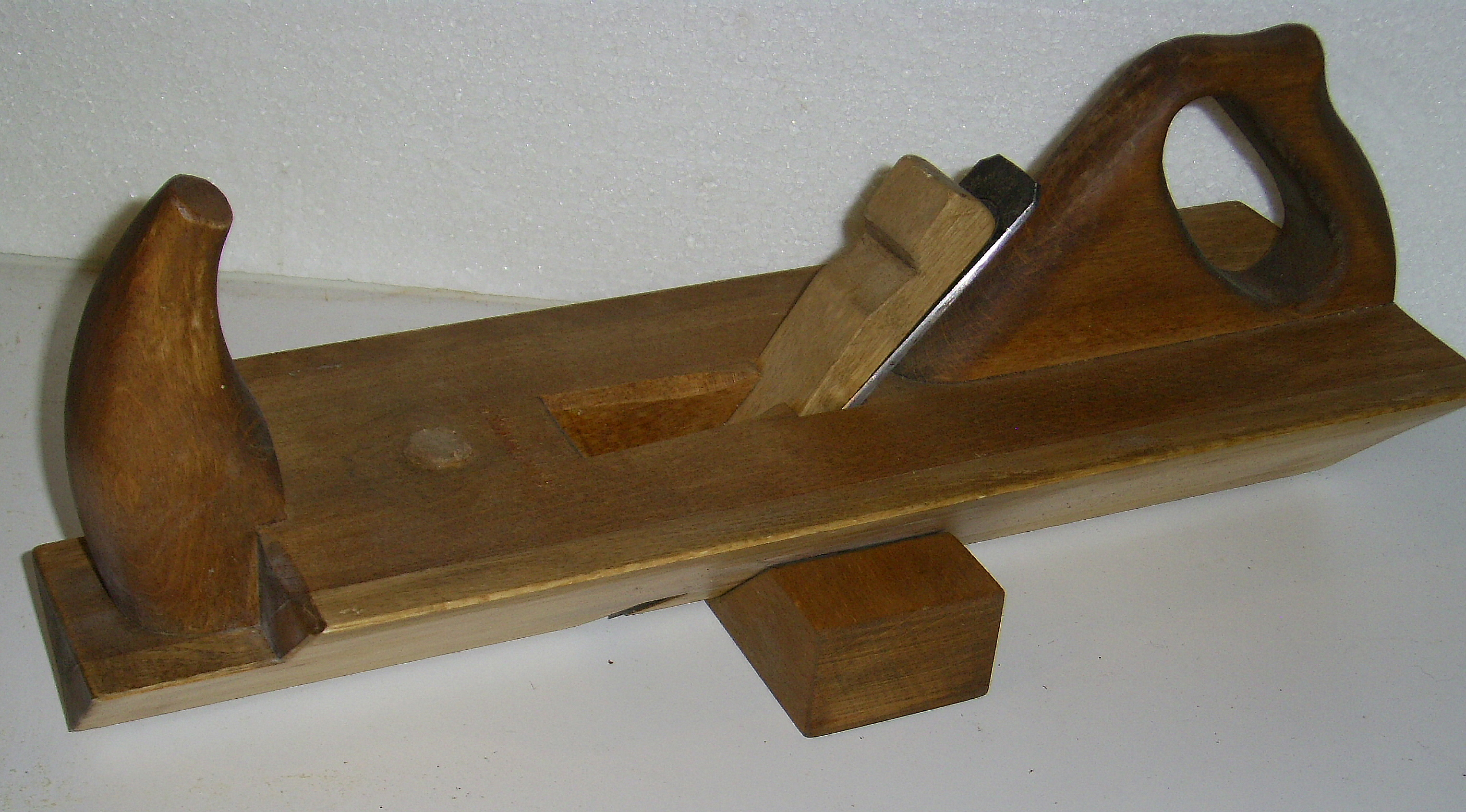
Kernkastenhobel

Ein Kernkastenhobel ist ein Handhobel zur Herstellung halbkreisförmiger Hohlkehlen. Er wurde früher unter anderem zur Auskehlung von hölzernen Regenrinnen verwendet.

## Satz des Thales
Der Kernkastenhobel ist der „gehobelte“ Beweis des Satzes des Thales. Dieser besagt, dass alle Winkel am Halbkreisbogen rechte Winkel sind. Die Hobelsohle läuft im Winkel von 90° spitz zu, so dass sich als Hobelquerschnitt die Form eines rechtwinkligen Dreiecks ergibt. Durch das Hobeln entsteht eine halbkreisförmige Rinne.